# Partido Liberal Constitucionalista (Nicaragua)

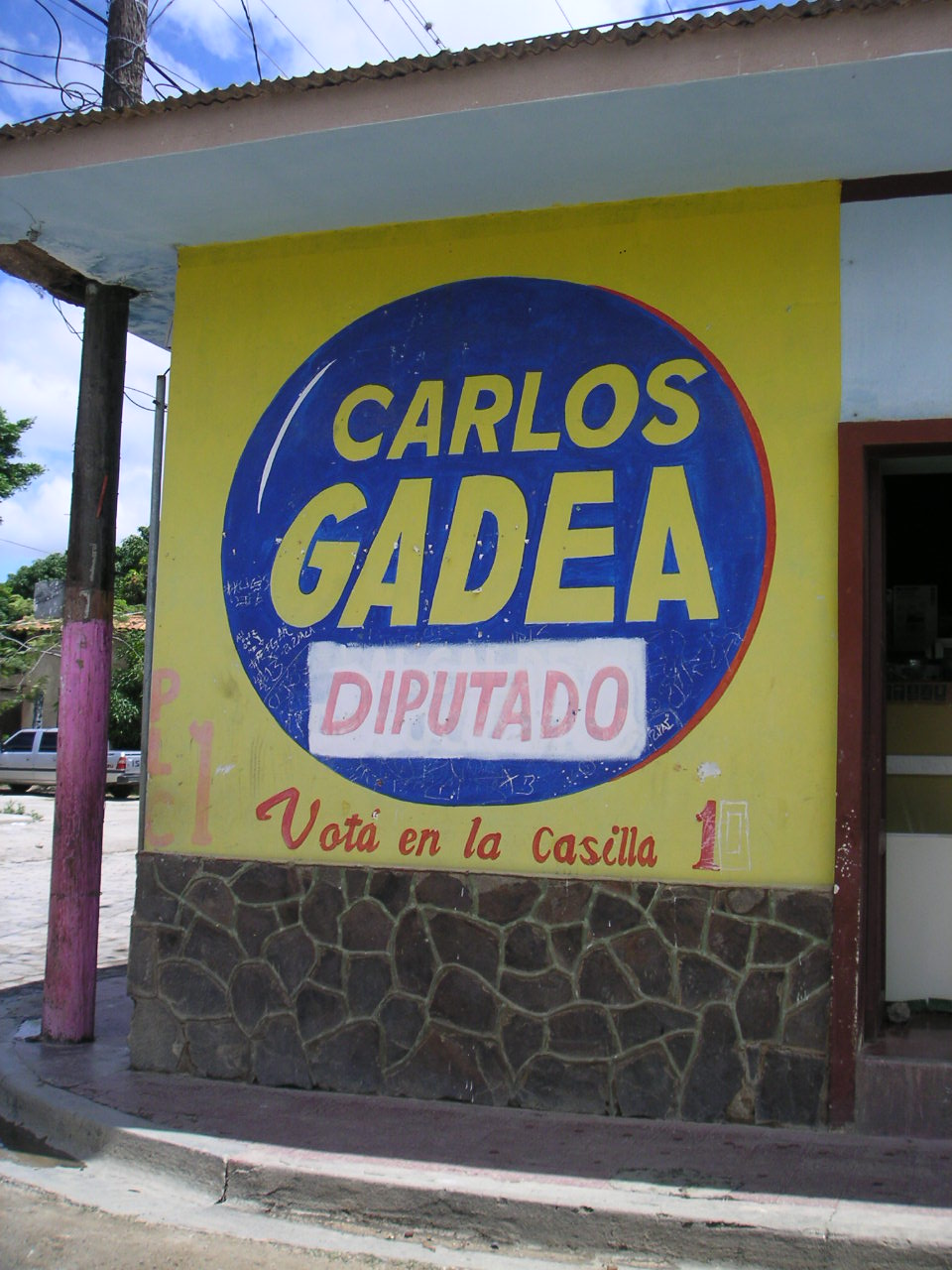
Mural del PLC en Ocotal.

El  Partido Liberal Constitucionalista (PLC) es un partido político nicaragüense. Fue fundado en 1968 originalmente con el nombre de Movimiento Liberal Constitucionalista (MLC) por Ramiro Sacasa Guerrero durante el gobierno del Presidente Anastasio Somoza García, quien se separó del oficialista Partido Liberal Nacionalista (PLN) para oponerse al somocismo. 
En los años 1980 se le cambió el nombre de Movimiento por Partido y en 1989 fue uno de los 14 partidos integrantes de la Unión Nacional Opositora (UNO) para llevar a la presidencia a Violeta Barrios de Chamorro y derrotar a Daniel Ortega, líder actual, del Frente Sandinista de Liberación Nacional (FSLN, pronto llamado Organización Socialista), posteriormente el 25 de febrero de 1990 ganó la coalición UNO con el 54% de los votos, alcanzando el Partido Liberal Constitucionalista (PLC), la principal plaza municipal del país como es la capital Managua, siendo el Dr. Arnoldo Alemán Lacayo Alcalde por el período 1990-1995.

## Historia
Nació como “Movimiento Liberal Constitucionalista” (MLC), un movimiento político en la década de los años 1970 para tratar de evitar que el general Anastasio Somoza Debayle fuera electo presidente de la República. Posteriormente se unió en 1979 al programa de gobierno de la oposición para derrotar a Somoza. Sin embargo, durante el gobierno de la década de los ochenta permaneció casi inactivo, porque por decreto de la Junta de Gobierno de Reconstrucción Nacional (JGRN) de 16 de abril de 1980 fue excluido del Consejo de Estado –asiento que le estaba reservado en el Programa de Gobierno de Reconstrucción Nacional– y que estaba por instalarse el 4 de mayo de ese mismo año.
Ramiro Sacasa Guerrero, quien fuera alto funcionario de los gobiernos de Anastasio Somoza y de Luis Somoza Debayle, se separó del Partido Liberal Nacionalista (PLN) –una facción Liberal– y fundó el Movimiento Liberal Constitucionalista (MLC). Su objetivo era tratar de evitar que el general Anastasio Somoza llegara a ser presidente de la República en 1967, para frenar así el continuismo de una dinastía familiar que ya venía desde 1936.
Este movimiento fue liderado por Ramiro Sacasa Guerrero, Alejandro Abaunza Espinoza, Pedro J. Quintanilla, Alfredo Reyes Duquestrada, Orlando Buitrago Méndez, José Antonio Tijerino Medrano, Ernesto Somarriba y otros. Todos ellos eran liberales de viejo cuño y de gran prestigio. Pero los del MLC –y muchos otros en ese entonces– no tuvieron éxito, el general Somoza Debayle, llegó a la Presidencia de la República para el período 1967-1971, con señales de querer reelegirse y prolongar más la egemonia, Nicaragua en ese entonces gozaba de una economía estable por la que este fue avalado tanto tiempo por no decir justificado.
El general Somoza Debayle tomó posesión del cargo de presidente de la República el 1 de mayo de 1967 y, aspirando reelegirse, desde temprano comenzó a maniobrar para llegar a legalizar su reelección, que prohibía la Constitución.

### Primeras victorias electorales
En 1996 el Partido logra la presidencia de la república en la mano del candidato Arnoldo Alemán en el período 1997-2002, con un alto grado de participación electoral y alcanzando un 45% total de los votos válidos, por primera vez alcanza una representatividad en la asamblea nacional de 44 escaños de los 90 establecidos.
En las elecciones presidenciales y legislativas celebradas en Nicaragua, el 4 de noviembre de 2001, el Partido Liberal Constitucionalista (PLC) obtuvo un incremento en su caudal de votos gracias a un 92% de participación total ciudadana nunca antes visto en la historia electoral nacional, obteniendo 56,3% del voto válido popular para alcanzar un total de 47 de los 90 escaños en la Asamblea Nacional de Nicaragua, a 1 solo escaño para alcanzar la mayoría simple. Al PLC han pertenecido los dos últimos dos expresidentes, Arnoldo Alemán y (1997-2002) y Enrique Bolaños Geyer (2002-2007). Bolaños, que ganó las elecciones presidenciales del 2001 con el 56,3 % como candidato y miembro del PLC, se separó del partido inmediatamente obtenido el triunfo presidencia y con posterioridad intenta formar el partido político que denominado Alianza por la República (APRE), que nunca logró alcanzar organización requerida y su posterior desaparición. Hasta finales del período del Presidente Bolaños el Partido Liberal Constitucionalista logra disponer de la mayoría en la Asamblea Nacional de Nicaragua. 

### División del liberalismo
A partir del 2006 se da una división del liberalismo en Nicaragua. En las elecciones presidenciales llevadas a cabo el 5 de noviembre de 2006 el candidato y Presidente Sandinista, Daniel Ortega, vence con un 38% de los votos. Después en 2008 en adelante en las diferentes elecciones nacionales, municipales y regionales, el caudal de voto del PLC disminuyó debido a la dispersión de votos por varios partidos liberales, así como las denuncias de fraude electoral. Debido a esas razones el PLC realizó diversos llamados a la unidad de las fuerzas liberales y demócratas del país para realizar las transformaciones profundas, como el restablecimiento del Estado de Derecho, Independencia de Poderes, libertades y garantías ciudadanas, esto sin poder lograrse, debido al pacto de Arnoldo Alemán y el Sandinismo.

## Resultados electorales

### Elecciones presidenciales
|  | 54.74 % |

|  | 50.99 % |

|  | 56.31 % |

|  | 26.51 % |

|  | 5.91 % |

|  | 15.03 % |

|  | 14.15 % |